# 坦帕湾海盗
坦帕湾海盗是一支位於佛羅里達州的坦帕職業美式足球球隊。他們是國家美式足球聯盟的南区其中一支球隊。在1976年，與西雅圖海鷹成為NFL的球隊。球隊在最初的兩個球季連敗26場，在二十世紀七十年代未到八十年代球隊有十四次負多於勝的記錄，但是他們分別在2003年和2020年奪得第三十七屆和五十五屆的超级碗冠軍。
2018年，球隊市值為19.75億美元，在世界前50名球隊中排在第49名，同時在NFL排名第28。

## 球隊歷史
坦帕灣位於佛羅里達的中西部。海盜隊創建於1974年，1976年賽季開始加入NFL。球隊的名字是由球迷投票選出的，當時選用此隊名是為了慶祝佛羅里達州坦帕的“加斯帕里拉海盜節”（Gasparilla Pirate Festival）。
坦帕灣海盜共贏得六個分區冠軍：在1979、81年及99年的國聯中區以及在2002年、05年及07年國聯南區。他們在2002年贏得國聯冠軍，並在2002年拿下超级碗冠軍。

### 黑暗時期（1976年 - 1996年）
雖然新球隊、新球季、新氣象，但海盜隊在初期時所面臨的狀況是殘酷的，球隊的第一個的完整賽季就創下0勝14負的不名譽紀錄，也成為NFL合併後史上第一支以0勝結束的球隊；而隔年1977年賽季，球隊改在國聯中區開始征戰，但沒有太大的改變，海盜隊開季仍苦吞12連敗開始，雖然球季末最後2場都收下也避免連兩季全敗的難堪紀錄，卻同時也締造跨季26連敗的不名譽紀錄，這至今仍是NFL史上單一球隊最長的連敗紀錄，而此後從1978-1996年這19個球季間，球隊也僅打入3次季後賽(1979、1981、1982)，扣除1982球季因罷工事件影響，剩下的18個完整球季中有15個球季的敗場數至少10場以上，由於坦帕灣屬於小市場球隊，加上NFL的現行共同契約協議（Collective Bargaining Agreement，CBA）是於1993年後才實施，也增加了小市場球隊在實力補強上的難度。

### 光輝時期（1997年 - 2002年）
拜共同契約協議（Collective Bargaining Agreement，CBA）的實施，加上96年賽季開始前防守大師鄧吉（Tony Dungy）進駐海盜隊，擔任主教練，海盜隊也在這段期間迅速累積自己的實力，從97年開始到02年這6年期間，海盜隊的勝率至少在5成以上，除98年球季狀況稍差，僅以8勝作收外，其餘5個賽季至少拿下9勝以上，且都打進季後賽；而2002年，球隊老闆決定炒掉主教練鄧吉，但一直難以尋獲適合的主教練人選，最後球隊居然接受了突擊者隊的誇張條件，以800萬美金現金加上連續2年的首輪簽和二輪簽，總計4個簽位，換來突擊者隊的總教練喬·格魯登（Jon Gruden），在當時部分人士認為代價過高，但格魯登的到來把以往偏重防守的海盜隊調教成為攻守俱佳的強隊，在2002年賽季，他們拿下了隊史最佳的12勝的戰績，並以國家聯會前二種子的身分從分區季後賽展開，在國家聯會的季後賽中，也分別擊敗了舊金山四九人及費城老鷹，拿下了隊史第一座國家聯會的冠軍，並闖進2002年第三十七屆超級碗，而他們的對手正好是格魯登的老東家奧克蘭突襲者。由於突襲隊的新任主教並沒作暗號的更動，格魯登本身也對於突擊者隊球員們的一些弱點及習慣瞭若指掌，讓海盜隊在這場超級盃拿得相當輕鬆，最終以48:21大勝突擊者，而安全衛德克斯特·傑克遜（Dexter Jackson）精彩的防守表現也讓他獲得最有價值球員稱號（MVP）。

### 掙扎的時期（2003年 - 2010年）
榮耀過後，卻是爭端的開始，因為內部一些紛爭，使得球隊開始分崩離析、積弱不振；在03-10年8個球季之間，也僅在05年及07年球季以分組第一姿態進入季後賽，卻也都在外卡季後賽敗下陣來，2010年球季更是繼05年球季之後再次10勝達標，卻因同組實力過強(亞特蘭大獵鷹13勝第一、紐奧良聖徒11勝第二)，屈居分組第三，無緣季後賽，對比當年國聯西區第一的西雅圖海鷹僅以7勝9負就打進季後賽，顯得格外諷刺。

### 再次迷航的時代（2011年 - 2019年）
或許是10年的刺激實在太大，海盜隊至此一蹶不振，加上同組的競爭對手亞特蘭大獵鷹、紐奧良聖徒、卡羅萊納黑豹崛起，形成3搶1的局面，11-15年連續5個球季都以最後一名作收，敗場數也僅12年球季以9敗結束賽季，其餘4個賽季都至少10場以上，直至16年球季靠者二年級四分衛Jameis Winston等年輕球員的發揮下再次以9勝結束賽季，並以分組第2作收；2017賽季，因颶風影響，開幕賽被迫順延，導致海盜隊要連打16週賽程，其間無輪休週，同時也受到傷兵的困擾，最終以分組墊底作收。
18及19賽季表現普普，勝率也不及五成，也都提前結束賽季。

### 傳奇降臨（2020年 - 2021年）
賽季開始前球隊作出了震撼聯盟的決定，效力新英格蘭愛國者長達19年之久的傳奇四分衛汤姆·布雷迪未獲續約，最後以2年5000萬美金投靠海盜隊，也在老隊友的遊說下，昔日在愛國者隊的老搭檔罗布·格隆考夫斯基決定復出，並且順利打進季後賽，終結長達13年的季後賽乾旱期，並一路打進超級盃決賽，最後帶領球隊拿下暌違18年已久的冠軍。
2021賽季，海盜實力仍被看好，且在汤姆·布雷迪跟罗布·格隆考夫斯基第二個完整賽季的合作下，也幫助球隊奪下睽違14年的分區冠軍，但球隊於分區季後賽已3分之差惜敗給洛杉磯公羊，同時傳奇球星汤姆·布雷迪也在30日宣布退役的消息，無疑對聯盟投下一顆震撼彈。

## 歷年戰績
| 赛季              | 胜  | 负  | 平 | 常规赛季     | 季后赛 |
| ----------------- | --- | --- | -- | ------------ | --- |
| 坦帕灣海盜（NFL） |     |     |    |              | |
| 1976              | 0   | 14  | 0  | 美聯西區第五 | -- |
| 1977              | 2   | 12  | 0  | 國聯中區第五 | -- |
| 1978              | 5   | 11  | 0  | 國聯中區第五 | -- |
| 1979              | 10  | 6   | 0  | 國聯中區第一 | 分區季後賽以24-17擊敗費城老鷹 國聯冠軍賽以0-9敗給聖路易斯公羊                                                                                        |
| 1980              | 5   | 10  | 1  | 國聯中區第五 | -- |
| 1981              | 9   | 7   | 0  | 國聯中區第一 | 分區季後賽以0-38敗給達拉斯牛仔 |
| 1982              | 5   | 4   | 0  | 國聯第七 +   | 國聯季後賽首圈以17-30敗給達拉斯牛仔 |
| 1983              | 2   | 14  | 0  | 國聯中區第五 | -- |
| 1984              | 6   | 10  | 0  | 國聯中區第三 | -- |
| 1985              | 2   | 14  | 0  | 國聯中區第五 | -- |
| 1986              | 2   | 14  | 0  | 國聯中區第五 | -- |
| 1987              | 4   | 11  | 0  | 國聯中區第四 | -- |
| 1988              | 5   | 11  | 0  | 國聯中區第三 | -- |
| 1989              | 5   | 11  | 0  | 國聯中區第五 | -- |
| 1990              | 6   | 10  | 0  | 國聯中區第二 | -- |
| 1991              | 3   | 13  | 0  | 國聯中區第五 | -- |
| 1992              | 5   | 11  | 0  | 國聯中區第三 | -- |
| 1993              | 5   | 11  | 0  | 國聯中區第五 | -- |
| 1994              | 6   | 10  | 0  | 國聯中區第五 | -- |
| 1995              | 7   | 9   | 0  | 國聯中區第五 | -- |
| 1996              | 6   | 10  | 0  | 國聯中區第四 | -- |
| 1997              | 10  | 6   | 0  | 國聯中區第二 | 外卡季後賽以20-10擊敗底特律雄獅 分區季後賽以7-21敗給綠灣包裝工                                                                                       |
| 1998              | 8   | 8   | 0  | 國聯中區第三 | -- |
| 1999              | 11  | 5   | 0  | 國聯中區第一 | 分區季後賽以14-13擊敗華盛頓紅人 國聯冠軍賽以6-11敗給聖路易斯公羊                                                                                     |
| 2000              | 10  | 6   | 0  | 國聯中區第二 | 外卡季後賽以3-21敗給費城老鷹 |
| 2001              | 9   | 7   | 0  | 國聯中區第三 | 外卡季後賽以9-31敗給費城老鷹 |
| 2002              | 12  | 4   | 0  | 國聯南區第一 | 分區季後賽以31-6擊敗舊金山四九人 國聯冠軍賽以27-10擊敗費城老鷹 贏得第三十七屆超級碗冠軍（以48-21擊敗奧克蘭突擊者）                                   |
| 2003              | 7   | 9   | 0  | 國聯南區第三 | -- |
| 2004              | 5   | 11  | 0  | 國聯南區第四 | -- |
| 2005              | 11  | 5   | 0  | 國聯南區第一 | 外卡季後賽以10-17敗給華盛頓紅人 |
| 2006              | 4   | 12  | 0  | 國聯南區第四 | -- |
| 2007              | 9   | 7   | 0  | 國聯南區第一 | 外卡季後賽以14-24敗給紐約巨人 |
| 2008              | 9   | 7   | 0  | 國聯南區第三 | -- |
| 2009              | 3   | 13  | 0  | 國聯南區第四 | -- |
| 2010              | 10  | 6   | 0  | 國聯南區第三 | -- |
| 2011              | 4   | 12  | 0  | 國聯南區第四 | -- |
| 2012              | 7   | 9   | 0  | 國聯南區第四 | -- |
| 2013              | 4   | 12  | 0  | 國聯南區第四 | -- |
| 2014              | 2   | 14  | 0  | 國聯南區第四 | -- |
| 2015              | 6   | 10  | 0  | 國聯南區第四 | -- |
| 2016              | 9   | 7   | 0  | 國聯南區第二 | -- |
| 2017              | 5   | 11  | 0  | 國聯南區第四 | -- |
| 2018              | 5   | 11  | 0  | 國聯南區第四 | -- |
| 2019              | 7   | 9   | 0  | 國聯南區第三 | -- |
| 2020              | 11  | 5   | 0  | 國聯南區第二 | 外卡季後賽以31-23擊敗華盛頓紅人 分區季後賽以30-20擊敗新奧爾良聖徒 國聯冠軍賽以31-26擊敗綠灣包裝工 贏得第五十五屆超級碗冠軍（以31-9擊敗堪薩斯城酋長） |
| 2021              | 13  | 4   | 0  | 國聯南區第一 | 外卡季後賽以31-15擊敗費城老鷹 分區季後賽以27-30敗給洛杉磯公羊                                                                                        |
| 2022              | 8   | 9   | 0  | 國聯南區第一 | 外卡季後賽以14-31敗給達拉斯牛仔 |
| 2023              | 9   | 8   | 0  | 國聯南區第一 | 外卡季後賽以32-9擊敗費城老鷹 分區季後賽以23-31敗給底特律雄獅                                                                                         |
| 2024              | 10  | 7   | 0  | 國聯南區第一 | 外卡季後賽以20-23敗給華盛頓指揮官 |
| 總計              | 318 | 457 | 1  | 所有常規賽   | 所有常規賽 |
| 總計              | 12  | 13  | 0  | 所有季後賽   | 所有季後賽 |
| 總計              | 330 | 470 | 1  | 所有比賽     | 所有比賽 |

+ : 因為球員罷工的關係，使球季縮短，在同分區的所有球隊以名次作出季後賽資格。

### 與球隊對賽成績
（統計至2021年賽季結束，常規賽、季後賽分別統計）
國聯南區
- 亞特蘭大獵鷹 30-29
- 卡羅來那黑豹 20-25
- 新奧爾良聖徒 23-39，季後賽對戰1-0

國聯東區
- 達拉斯牛仔 6-13，季後賽對戰0-2
- 費城老鷹 8-8，季後賽對戰3-2
- 華盛頓紅人 10-12，季後賽對戰2-1
- 紐約巨人 9-15，季後賽對戰0-1

國聯西區
- 西雅圖海鷹 6-9
- 洛杉磯公羊 10-16，季後賽對戰0-3
- 舊金山四九人 6-19，季後賽對戰1-0
- 亞利桑那紅雀 11-11

國聯北區
- 綠灣包裝工 22-33-1，季後賽對戰1-1
- 芝加哥熊 21-40
- 底特律雄獅 28-31，季後賽對戰1-0
- 明尼蘇達維京人 22-34

美聯東區
- 新英格蘭愛國者 3-7
- 水牛城比爾 8-4
- 邁阿密海豚 7-5
- 紐約噴射機 3-10

美聯南區
- 印城小馬 7-8
- 休斯敦得州人 1-4
- 田納西泰坦 2-10
- 傑克遜威爾美洲虎 3-4

美聯西區
- 丹佛野馬 4-6
- 堪薩斯城酋長 7-7, 季後賽對戰1-0
- 奧克蘭突擊者 3-7，季後賽對戰1-0
- 洛杉磯閃電 4-8

美聯北區
- 匹茲堡鋼鐵人 2-10
- 克里夫蘭布朗 4-7
- 巴爾的摩烏鴉 2-5
- 辛辛那提孟加拉虎 7-6

## 職業美式足球名人堂
- Lee Roy Selmon
- Steve Young

## 退休號碼
1. 55 Derrick Brooks（LB）（1995年-2008年）
2. 63 Lee Roy Selmon（DE，DT）（1976年-1984年）
3. 99 Warren Sapp（DT）（1995年-2003年）

## 歷任主教練
- John McKay：1976年 - 1984年（總戰績45勝91負1和；常規賽44勝88負1和，季後賽1勝3負）
- Leeman Bennett：1985年 - 1986年（4勝28負）
- Ray Perkins：1987年 - 1990年（19勝41負）◎
- Richard Williamson：1990年 - 1991年（4勝15負）
- Sam Wyche：1992年 - 1995年（23勝41負）
- Tony Dungy：1996年 - 2001年（總戰績56勝46負；常規賽54勝42負，季後賽2勝4負）
- Jon Gruden：2002年 - 2008年（總戰績60勝57負；常規賽57勝55負，季後賽3勝2負，一次超級碗冠軍）
- Raheem Morris：2009年 - 2011年（17勝31負）
- Greg Schiano：2012年 - 2013年（11勝21負）
- Lovie Smith：2014年 - 2015年（8勝24負）
- Drik Koetter：2016年 - 2018年（19勝29負）
- Bruce Arians：2019年 - 2021年（目前總戰績36勝18負；常規賽31勝18負，季後賽5勝1負，一次超級碗冠軍）
- Todd Bowles：2022年 - 現今（目前總戰績8勝9負）

◎：第三任教練Ray Perkins在1990年賽季前13場打完（5勝8負）後，因球團考量解除總教練一職，由助理教練Richard Williamson直接接任教練一職。

## 特殊紀錄
- 1976年賽季，海盜隊以0勝14負作收，成為NFL合併後第一支以0勝作收的球隊。
- 在1976-1977兩個球季間所創下的跨季26連敗紀錄，與NBA2010-2011賽季克里夫蘭騎士並列北美四大職業運動最長連敗紀錄，這項不名譽的紀錄直到NBA2015-16賽季由費城七六人的跨季28連敗（上季末10連敗、開季18連敗）取代，才擺脫這項不名譽的紀錄。
- 舉行的球場在根據NFL會方在3年到5年前決定，球場會根據NFL所屬的球場決定，在這個情況下，球隊將會有機會會在自己的「主場」進行超級碗，而目前唯一一個在自己的主場參加超級盃的球隊僅有第五十五屆超級盃的坦帕灣海盜，最後比賽結果海盜也順利獲勝，成為史上第一支同時在主場出賽並奪下超級盃的球隊。
- 四分衛汤姆·布雷迪精彩的表現，也贏得個人第七座超級盃冠軍，同時獲得第五座超級盃MVP（單場最有價值球員），也雙雙打破並成為NFL最高的紀錄。
- 四分衛汤姆·布雷迪與明星近端鋒罗布·格隆考夫斯基兩人在季後賽上聯手完成14次達陣，同時在超級盃聯手完成5次達陣，同樣也雙雙打破並成為NFL最高的紀錄。
- 海盜隊在2022年戰績僅8勝9負，是繼2010年的西雅圖海鷹、2014年的卡羅萊納黑豹及2020年的華盛頓指揮官後第四支勝率不及5成仍以分組第一的身份晉級季後賽的球隊。

## 知名球星
- 汤姆·布雷迪
- 罗布·格隆考夫斯基

## 外部連結
- 官方网站
- Tampa Bay Buccaneers （页面存档备份，存于） at the National Football League official website